# Tharra straminea
Tharra straminea är en insektsart som beskrevs av Henry Fairfield Osborn 1934. Tharra straminea ingår i släktet Tharra och familjen dvärgstritar. Inga underarter finns listade i Catalogue of Life.